# Peperomia hirtellicaulis
Peperomia hirtellicaulis är en pepparväxtart som beskrevs av Truman George Yuncker. Peperomia hirtellicaulis ingår i släktet peperomior, och familjen pepparväxter. Inga underarter finns listade i Catalogue of Life.